# マリア・オースペンスカヤ
マリア・アレクセーエヴナ・オースペンスカヤ（またはウスペンスカヤ, 英語: Maria Alekseyevna Ouspenskaya, ロシア語: Мария Алексеевна Успенская, 1876年7月29日 - 1949年12月3日）は、ロシア出身の女優。

## 経歴
トゥーラで生まれ、ワルシャワで歌唱を、モスクワで演劇を学ぶ。モスクワ芸術座創設時のメンバーの1人。コンスタンチン・スタニスラフスキーに師事した。モスクワ芸術座欧州公演の際、1922年に渡米し、活動の場をアメリカに移す。

## 死去
1949年12月3日、オーペンスカヤは自宅で喫煙中に脳卒中を発症した。さらにその際に吸っていたタバコから発生したと思われる火災によるやけどを負った。病院に運ばれたが、数日後に亡くなった。

## 出演作品
- 孔雀夫人 (1936)
- 征服 (1937)
- 邂逅 (1939)
- 雨ぞ降る (1939)
- 偉人エーリッヒ博士 (1940)
- 哀愁 (1940)
- 死の嵐　(1940) (未公開、 DVD発売)
- 私が結婚した男 (1940) (未公開)
- 恋に踊る (1940) (未公開、VHS発売)
- 狼男 (1941) (未公開、LD発売) (「狼男の殺人」でテレビ放映)
- 上海ジェスチャー (1941) (未公開、DVD発売)
- マリー・ロジェの秘密 (1942) (未公開、DVD発売)
- 嵐の青春 (1942)
- フランケンシュタインと狼男 (1943) (未公開、テレビ放映)
- 魔境のターザン (1945)
- 永遠に君を愛す (1946) (未公開、テレビ放映)

## アカデミー賞受賞・ノミネート歴
- 1936年　アカデミー助演女優賞ノミネート　「孔雀夫人」
- 1939年　アカデミー助演女優賞ノミネート　「邂逅」